# Bullet Butlers
『Bullet Butlers』（バレットバトラーズ）とは2007年7月27日にpropellerから発売されたアダルトゲームである。『あやかしびと』と同じシナリオライターである東出祐一郎によるアドベンチャーゲームである。
2007年11月に小学館・ガガガ文庫よりノベライズ作品が刊行された。また、『あやかしびと』とのクロスオーバー作品、『クロノベルト』が2008年5月23日に発売された。美少女ゲームアワード2007ではメディア支持賞を受賞。

## 物語
かつて古代、この世界はノーライフキングが生み出した死者の軍勢に侵略されていた。あらゆる種族はこの脅威に対抗するために、それまでの争いを止め、総力を挙げて死者に立ち向かった。やがて、その闘いは8人の英雄と1人の名も無き従者によって終止符が打たれ、世界に平和が訪れた。
だが科学が発達し、身分制度が廃れ、民主主義が勃興した現代でも未だにノーライフキングを信奉する勢力との闘いは終わらなかった。フォルテンマイヤー家の執事、リック・アロースミスもまた、その闘いに巻き込まれていく。

## 登場キャラクター
リック・アロースミス(Rick Arrowsmith)
声：平井達矢
主人公。種族はハーフエルフ。フォルテンマイヤー家の執事。セルマに仕える。「朽ち果てし神の戦器（エメス・トラブラム）」である銃剣付回転式拳銃「黒禍の口笛（ベイル・ハウター）」を操り、主の敵を打ち倒す。普段は温厚だが、主の敵に対しては苛烈で容赦が無い。幼少時のある事件によって目が殆ど見えなくなっており、エルネスタお手製の眼鏡を掛けている。密かな趣味はドライブ。
セルマ・フォルテンマイヤー(Selma Fortenmayer)
声：佐本二厘
リックが仕える少女で、正式には「アンセルマ・カイキャックス・フォルテンマイヤー」。種族はドラゴニュート。ランドの養女で、ミスティック・ワンの継承候補の一人。だがセルマは完全にドラゴンには変身できないラッカー（欠落者）であり、ドラゴニュート種族の間では蔑視の対象となっている。厭世的な雰囲気を身に纏っている。人をからかうSな面もある。
ランドの死後、聖紋を継承しミスティック・ワンとなる。フォルテンマイヤー家に代々伝わる竜の骨や血から造られた軍刀「クラギナ」を使用する。
ヴァレリア・フォースター(Valeria Foster)
声：九条信乃
セルマとリックの友人である貴族の娘。正式には「ヴァレリア・ソレイ・フォースター」で種族はエルフ。魔法使いとして、エルネスタの元で修行をしている。
魔法の腕はなかなかだが、師のエルネスタからは未熟とされている。防御や補助系の魔法は得意だが、攻撃・破壊に類する魔法は苦手である。ウォーレスというフクロウの使い魔を持っている。
実の兄が両親を殺し聖導評議会に加わったため、身を守るために記憶を消され死亡したことにされたという過去がある。
渡良瀬 雪（わたらせ ゆき）
声：このかなみ
ヴァレリアに仕える女執事。ヴァレリアを溺愛している。
執事の養成所である「白手の学院（フォレン・ソール）」を首席で卒業している。片手半剣（バスタード・ソード）「グラウストラ」を操り、銃相手でも互角以上の闘いを繰り広げられるだけの戦闘能力を持つ。養父はガラで、雪は彼の事を敬愛している。種族は人間。ニヴェン人。父の影響で辛い物が好物。
アルフレッド・アロースミス(Alfred Arrowsmith)
声：小次郎
リックの双子の兄。リックと同じく種族はハーフエルフ。セルマの義兄に当たるシドの執事をしている。リックと同じく、銃剣付回転式拳銃であるエメス・トラブラム「屍に触れし指（ルダ・グレフィンド）」を持つ。隻腕であり、様々なギミックが仕掛けられた戦闘用義手を使用し、圧倒的な戦闘力を誇る。
ランド・フォルテンマイヤー(Land Fortenmayer)
声：タケムラ
フォルテンマイヤー家の当主であり、当代のミスティック・ワン。シドの実父にして、セルマの養父である。セルマからは年が離れているため「お爺様」と呼ばれる。種族はドラゴニュートであり、神世の怪物とも言われる「古の竜」（ファーヴニル）に変身できる。
シド・フォルテンマイヤー(Sid Drakless Fortenmayer)
声：紅万寿
フォルテンマイヤー家の次期当主であり、セルマと同じくミスティック・ワンの継承候補の一人。彼もまた、希少なファーヴニルに変身できる。軍人として魔銃戦争にも参加していた。その実績とファーヴニルであるという事、さらにセルマがラッカーである事などから、おそらく次代のミスティック・ワンはシドだろうと世間では思われている。
アッシュ・ガープリング(Ash Garpring)
声：ヘルシー太郎
FBIの主任。フォルテンマイヤー家の護衛を担当している。周囲の人間も、アッシュがいつ寝ているのか判らないほど精力的に働いており、部下やリック達から常に心配される。
ランド達からの信頼は厚いが、本人はミスティック・ワンに対してあまり良い感情を抱いていない。しかし仕事には私情を挟まず、命を賭けて任務を遂行する。
ホープ・A・シャルマ(Hope A Sharma)
声：紫原遙
大手自動車メーカー『シャルマ・モーターカンパニー』の御曹司。種族はドラゴニュート。父の代理として、十貴竜の会議にも出席する。容姿良し、性格良し、家柄良しで、人当たりも良いという非の打ち所のない人物。リック達の友人であり、特にセルマに惚れており、猛烈なアプローチを仕掛けている。
ガラ・ラ・レッドウッド(Gara Ra Redwood)
声：松涛エルザ
雪の養父。刑事をしており、仕事熱心。種族はリザードマン。辛い物が大好物である。かつては軍人で、シドの部下として魔銃戦争を戦い抜いた。
キャロル・ピール(Carol Peel)
声：理多
フォルテンマイヤー家のメイド長。メドラビットという少数種族の出身。人間やエルフから見るととても幼い容姿を持つが、実はリックよりもメイドとしてのキャリアは長い。
アッシュとは、顔を合わせる度に喧嘩をしており、漫才のようなやりとりを繰り広げる。
レイス(Wraith)
声：黒瀬鷹
聖導評議会のギュスターヴに雇われた殺し屋。通称「道化屍（クラウングール）」。暗殺を生業としており、裏世界では名の知れた人物。とても実用には適さないと思われる巨大な死神鎌（デスサイズ）「幽焔（かすかほむら）」を器用に操り、多くの命を奪ってきた。種族は人間らしいが、とてもそうとは思えない異常なまでの生命力を持つ。
その正体は人間の英雄「スカイウォーカー」のミスティック・ワンである「キール・スカイウォーカー」。首を切られても再生する不死身性は神から与えられた奇跡によるもの。また、その名の通り空を歩くこともできる。スカイウォーカーの一族は神に愛される聖人であり、神以外のものを愛することは許されない。継承者となったことで母親から引き離されたレイスはそのことに不満を覚えながらも継承者として生活していた。だがある日、スカイウォーカーの関係者が彼の母親の命を下らない理由で奪った。それを知ったレイスの神への不満と憎悪は爆発し、スカイウォーカーの一族を皆殺しにした。そして自分も死ぬつもりだったが、皮肉にも当時のミスティック・ワンを殺したことで聖紋を継承してしまい、それから解放されるためにあらゆる悪事に手を染めている。
ギュスターヴ(Gustave)
声：肘肩腰三
聖導評議会の幹部の一人。種族はエルフ。エルフらしく、正確無比な射撃能力を持つ。
ある事件を切っ掛けに、聖導評議会に入信する。端整な顔立ちだが、醜い傷痕がある。
本名「リチャード・アーバレスト」。ヴァレリアの兄。武器会社であるアーバレスト・カンパニーの御曹司であり、魔銃の発明者でもある天才銃職人。以前は人を傷つける武器を作ることを悔いる善良な人物だったが、両親の指示で銃を作り続けていた。しかしシスター・ベアトリスと出会い恋仲になったことで銃の開発をやめるが、それを知った彼の両親は会社の利益のためベアトリスを殺害した。その後リチャードは両親を殺し逃走し、アーバレスト・カンパニーの取引先でもあった聖導評議会に加わった。そしてベアトリスがゴーストとなって存在していることを知った彼は、ノーライフキングの秘蹟の一つである死者の蘇生を行い彼女を蘇らせようとしている。
エルネスタ・ディートリッヒ(Ernesta Dietrich)
声：嬉野祥子
ヴァレリアの魔法の師匠。種族はエルフ。ミスティック・ワンによって選出される九人の大魔法使い（ナイン・ハイウォーロックス）の一人である。シドやガラ、プーキーとは旧知の仲で、魔銃戦争では共に戦った戦友である。
現在は、エルネスタ魔法店というマジックアイテム専門販売店を経営している。
目のやり場に困るような衣装を身につけた美女だが、普段は自身に魔法をかけており、「普通の者」には老婆にしか見えない。そのため、ランドの屋敷に来たときなどは、ランドを護衛しているFBIの職員の間で「美女だ」「老婆だ」という論争が勃発する事がある。
ヘル(Hell)
声：一色ヒカル
娼婦であり、聖導評議会によってレイスにあてがわれた。事故で視力を失っている。娼婦でありながら気品があり、料理などもこなす。
レイスは、彼女に対してこれまで感じたことのない安らぎを得るようになる。
カウラ・ロイ・ラガスティア(Cowra Roy Ragastia)
声：遠山枝里子
ことあるごとにリックたちの前に姿を現す正体不明の女性。仮面で素顔を隠しており、種族や人相、年齢などは一切不明である。チャクラムを使って戦う。
ベアトリス(Beatrice)
声：安玖深音
一人で古い教会に住む聖職者。大神エル・アギアスに仕える。穏やかな雰囲気をたたえながらも、どこか陰のある美女である。
オリヴァー・レングランス(Oliver Lengrance)
声：事務台車
種族は人間。有能な執事で、ランドの信頼も厚かった。リックに執事としての技能や心構えを叩き込んだ人物でもある。しかし、ある事件によって命を落としており既に故人である（63歳没）。
レングランス家は代々フォルテンマイヤー家に仕えていた一族である。
コゼット・レングランス(Cosette Lengrance)
声：遠山枝里子
オリヴァーの娘で、セルマの世話役をしていたメイド。オリヴァーが死んだことを契機に、フォルテンマイヤー家を出奔した。
プーキー・フーキー(Pookey Fookey)
声：空乃太陽
ガラとコンビを組んでいる刑事。種族はオーク。既婚者である。
たまに不真面目な台詞を呟くが、ガラと同様、職務に忠実で優秀な刑事である。
かつては軍人で、シドやガラ、エルネスタと共に戦っていた。
黒禍の口笛 / ベイル・ハウター(Bale Hawter)
声：杉崎和哉
リックが使う銃剣付回転式拳銃。全長400mm、重量2000g。漆黒の銃身に強化のためのルーンが掘り込まれている。銃剣はかつて剣だった頃の名残。エメス・トラブラムであり、自我が存在する。男性人格。性格はやや外道、享楽的であるが、妙に卑屈なときもある。リックとは悪友のような関係。力を解放することで「悪鬼喰（グール）」と呼ばれる凶悪な威力を持つ弾丸を撃つことができる。また、クラギナを模した「狂犬刃（カットスロート）」という処刑刀形態もある。ルダとは犬猿の仲。
屍に触れし指 / ルダ・グレフィンド(Luda Grefind)
声：野神奈々
アルフレッドが使用する銃剣付回転式拳銃。エメス・トラブラム。全長450mm、重量2100g。白銀の銃身に鮮やかな装飾が施されている。ベイルと同じく知性持つ拳銃であり、女性人格。性格は思慮深く冷静であり、アルフレッドとは主従の関係である。能力的にはベイルとほぼ同等。その為か両者は極めて険悪な仲である。力を解放することで、ベイルのグールと対を成す「聖瓶光（アクエリアス）」を放つことが出来る。また、ベイルと同様に刀剣形態「幻想剣（ファンタズム）」がある。

## 世界観
魔法が存在するファンタジーの範疇に入る世界だが科学も同時に発達しており、銃、自動車、航空機が存在する。政治や経済も同様に発達しており、民主主義、株取引などの概念が存在する。
アーク・メリア連邦
物語はこの国の中のオセロットシティが舞台となる。建国して300年ほどしか経っていない若い国で、大統領制を敷いている。近年、ミスリルなどの希少鉱物を産出していたギデオン独立国との独立戦争が勃発、さらにギデオンが独立したため経済を牽引していた鉱物資源を失い、経済が大打撃を受けた。
現在はようやく経済が立ち直りを見せているようである。
ニヴェン
雪などの出身国。物語の舞台ではないのでそれほど多くの記述は出てきていないが、食事の前に「いただきます」と言う習慣や出身者の名前、日本刀のような刀のグラフィックがあり、クロノベルトではニヴェンと日本が、非常に酷似した文化を持つことが明言されている。
アーク・メリアの北に位置する模様。
ギデオン独立国
かつてはアーク・メリア連邦の植民地であったが、重税を課されていたため独立志向が高かった。とある事件をきっかけに独立戦争が勃発し、結果として独立を勝ち取った。その独立戦争は初めて魔法と銃を組み合わせた兵器である「魔銃」が使われたことから「魔銃戦争」と呼ばれる。
アーク・メリア連邦及び、その友好国ニヴェンとは現在も交流らしい交流が殆ど無い。また、ドラゴニュート種族も殆どいないらしい。

## 種族
作中には人間だけでなく様々な亜人が登場する。それらの亜人は、いくつかの少数種族を除いて、かつての種族独特の生活を既に放棄している。人間と共に都市を作って生活している。主要登場人物の中でも、人間はむしろ少数派である。
エルフ
外見上の特徴として尖った耳を持つ。他の種族を凌駕する寿命を誇り、400年ほどを生きる。また生まれながらの狩人であり、その能力は銃が全盛の現在でも変わらず、高い射撃能力を有する。
ハーフエルフ
人間とエルフの混血。寿命は人間より長いがエルフよりは短く、200年ほどである。人間とエルフのそれぞれの特徴を両者の中間辺りで受け継いでいる。
ドラゴニュート
外見上は人間と殆ど変わらないが、竜に変身する力を持つ。変身する能力によって、主に3つに区分される。
- 神世の怪物とも言われる古の竜に変身できる「ファーヴニル」。世界に数十人しかいない
- 完全な形の竜に変身できる「ドラゴン」
- 身体の一部しか竜に変身できない「ラッカー（欠落者）」

この中でラッカーは、ドラゴニュートの中で苛烈な差別に晒されている。その激しさは、ドラゴニュート以外の種族には理解できないほどである。現在では表だっての差別は行われなくなっているが、その根は非常に深い。
リザードマン
トカゲを人間並みのサイズにして、直立歩行させたような姿をしている。知能は他の種族と変わらない。筋力は他の種族を凌駕しており、ボクシングなど格闘技で身を立てる者も多いようである。
なお作中のガラは異様に辛い物が好きだが、通常のリザードマンの嗜好は普通の人間と変わらない。

## 用語
FBI
連邦異端審問局（Federal Bureau of Inquisition）の略。普通の警察機関では対処が困難な聖導評議会関係の犯罪を扱う。ミスティック・ワンの護衛も、主要任務の一つである。
聖導評議会
ノーライフキングの復活を企むカルト集団。ノーライフキングが滅ぼされて2000年経過した現在でも、未だに世界各国に組織を展開させ、様々な事件を起こしている。
ミスティック・ワン
かつてノーライフキングを倒した八英雄の力を受け継いだ現代の英雄。継承者はその証として聖紋が身体に刻まれる。そして、死ねば次代にその聖紋と力は受け継がれる。なお、継承候補は継承者と血の繋がりがない場合もある。事実、セルマとランドには血の繋がりがない。
最大で数十人の継承候補が現れることもあれば、数人しかいない場合もある。
朽ち果てし神の戦器（エメス・トラブラム）
世界各地に散らばったノーライフキングの体の破片が武器化したもの。つまりは魔王の体の一部である。持ち主と契約を結ぶことで強大な力を発揮するが、その力を使えば使うほど、契約者は魂を蝕まれていく。
十貴竜
ドラゴニュートによって構成される種族内の最高決議組織。国家の枠に捕らわれず、ドラゴニュートという種族全体の利益を追求する。ドラゴニュートの英雄であるフォルテンマイヤー家が存在するアーク・メリア連邦においては、時に国政にさえ影響力を及ぼす。

## スタッフ
- 原画 - 中央東口
- シナリオ - 東出祐一郎

- オープニングテーマ『one bullet that changes the world』
  - 歌：Antistar
- エンディングテーマ『From That Time of Choice』
  - 歌：Antistar featuring C.R.Jasmine
- 挿入歌『Enemy Within』
  - 歌：Antistar

## ノベライズ
ガガガ文庫より刊行。全2巻。原作ゲームと同じく、東出祐一郎が執筆し中央東口がイラストを担当した外伝小説。
- Bullet Butlers 〜虎は弾丸のごとく疾駆する〜1（2007年11月16日発売）
- Bullet Butlers 〜黒騎士は弾丸のごとく駆け抜ける〜2（2008年1月18日発売）